# Ahmad al-Wansharisi
Ahmad ibn Yahya al-Wansharisi (en árabe: أحمد بن يحيى الونشريسي‎, también conocido simplemente como al-Wansharisi; 1430 o 1431 - Fez, 1508) fue un teólogo y jurista musulmán norteafricano que formó parte de la escuela Malikí alrededor de la fecha de la caída de Granada. Fue una de las autoridades de mayor importancia en las cuestiones relacionadas con los musulmanes que vivían en la península ibérica bajo dominio cristiano.

## Biografía
Nació en las montañas Ouarsenis, localizadas en la actual Argelia. Su familia se mudó a Tremecén cuando aún era un niño. Allí, estudió y más tarde impartió ley islámica. Más tarde, se trasladó a Fez, localizada hoy en día en Marruecos. En Fez se convirtió en un mufti oficial y llegó a ser la principal autoridad en las cuestiones relacionadas con los musulmanes que residían en la península ibérica bajo dominio cristiano tras la denominada Reconquista de Al-Ándalus.

## Obras
Su obra más notable es al-Miyar al-Murib —«La norma clara»—, una colección de fetuas —pronunciamientos legales— organizada en varios volúmenes, del norte de África y la España islámica. Llegado el siglo XVI, pasó a formar parte del currículo educacional del norte de África y, en la actualidad, se estudia como fuente de información acerca de las prácticas religiosas y sociales en la España islámica y el Magreb en aquella época.
Otra de sus obras, Al-Manhaj al-Faaiq wa al-Manhal al-Raaiq fi Ahkam al-Wathaaiq —«El método supremo y la fuente pura de las reglas de certificación»— está conformada por dieciséis capítulos acerca de la certificación notarial de los documentos legales islámicos. Incluye los requerimientos y las características deseadas que debe poseer un notario público, los estándares y requisitos para elaborar un documento legal islámico y otros temas notariales, como, por ejemplo, cómo datar correctamente un documento legal.
En total, al-Wansharisi publicó al menos quince obras, de las cuales la mayoría trata el tema de la jurisprudencia islámica.

### Sobre los musulmanes residentes en España
Ahmad también escribió Asna al-matajir fi bayan ahkam man ghalaba 'ala watanihi al-nasara wa lam yuhajir wa ma yatarattabu 'alayhi min al-'uqubat wa al-zawajir —«El comercio más noble. Una exposición de las reglas legales referentes a aquellos cuyas tierras han sido conquistadas por los cristianos y los graves peligros a los que estos están sometidos»; el título se acorta también como Asna al-matajir o «El comercio más noble»—, una fetua que defendía que fuese obligatorio para los musulmanes que residían en tierras ibéricas conquistadas por los cristianos regresar a territorio musulmán. Fue publicada en 1491, poco antes de la caída de Granada, que marcó el final de la Reconquista. En ese momento, los cristianos habían conquistado la mayor parte de España, a excepción de Granada, y varios musulmanes ya vivían en estos territorios bajo dominio cristiano —a estos se los conocía como mudéjares—. Además de citar el Corán, algunos hadices y algunos consensos alcanzados por juristas previamente, apoyó su argumentación con una demostración detallada de por qué los mudejáres no podían cumplir adecuadamente las obligaciones de los rituales musulmanes.
Esta fetua es una de los veredictos legales premodernos más preeminentes acerca de los musulmanes que vivían bajo dominio no musulmán, pese a que fue publicado en el contexto de los musulmanes de la península ibérica y el norte de África. Aparte de esta obra, también escribió una fetua más breve que acompañaba a aquella, en la que respondía la pregunta formulada por un hombre de Marbella que deseaba quedarse en la España cristiana con el fin de ayudar a aquellos que no podían emigrar. Estas dos obras se distribuyeron como trabajos independiantes y más tarde se incluyeron en una colección conocida como «La norma clara».
La posición de al-Wansharisi, que ponía énfasis en la obligación de emigrar, fue la posición predominante en la escuela Maliki en aquel momento. La fetua de Orán, publicada en 1504, tras la conversión forzada de los musulmanes en los territorios pertenecientes a la corona de Castilla, fue una excepción en cuanto a su visión de la cuestión migratoria, ya que defendió la legitimidad de aquellos musulmanes españoles que se quedaran e incluso se convirtiesen al cristianismo en caso de que esto fuera necesario para su supervivencia.